# Condado de Cheatham
El condado de Cheatham (en inglés: Cheatham County, Tennessee), fundado en 1856, es uno de los 95 condados del estado estadounidense de Tennessee. En el año 2000 tenía una población de 35.912 habitantes con una densidad poblacional de 46 personas por km². La sede del condado es Ashland City.

## Geografía
Según la Oficina del Censo, el condado tiene un área total de 795 km² (306,9 mi²), de la cual 784 km² (302,7 mi²) es tierra y 12 km² (4,6 mi²) es agua.

### Condados adyacentes
- Condado de Robertson noreste
- Condado de Davidson este
- Condado de Williamson sur
- Condado de Dickson oeste
- Condado de Montgomery noroeste

## Demografía
En el 2000 la renta per cápita promedia del condado era de $45 836, y el ingreso promedio para una familia era de $49 143. El ingreso per cápita para el condado era de $18,882. En 2000 los hombres tenían un ingreso per cápita de $34 476 contra $25 191 para las mujeres. Alrededor del 7,40% de la población estaba bajo el umbral de pobreza nacional.

## Lugares

### Ciudades y pueblos
- Ashland City
- Kingston Springs
- Pegram
- Pleasant View
- Joelton

### Comunidades no incorporadas
- Bellsburg
- Belltown
- Chapmansboro
- Cheap Hill
- Craggie Hope